# Pluralismo político
El pluralismo político es un principio ideológico que considera la división de la sociedad en diversos grupos sociales con ideas e intereses diferentes como una fortaleza y no como una debilidad. Así, los defensores de este principio «creen que una sociedad debería tener muchos centros de poder y que, gracias al compromiso y al consenso, la política debería reflejar los intereses y los valores de tantos grupos diferentes como sea posible».Su principal ideólogo fue Robert Dahl.
A diferencia de la teoría elitista, el pluralismo reconoce la participación de varios grupos que no necesariamente forman parte de la élite. Las partes que compiten en el pluralismo se caracterizan por la heterogeneidad ideológica y social, independientemente de los recursos económicos que posean. También es opuesto al populismo por la misma razón que se opone al elitismo: porque ambos defienden una visión dualista de la sociedad —en el populismo: «el pueblo» (sano) frente a «la élite» (corrupta); en el elitismo: la «élite» moral, cultural e intelectualmente superior al «pueblo» peligroso, deshonesto y vulgar—.
Según Philippe C. Schmitter, el pluralismo puede definirse de la siguiente manera:

Sistema de representación de intereses en el que las unidades constitutivas están organizadas en un número no especificado de categorías múltiples, voluntarias, competitivas, no jerárquicamente ordenadas y autodeterminadas, que no están especialmente autorizadas, reconocidas, subsidiadas, creadas o de algún modo controladas por el Estado en la selección de dirigentes o la articulación de sus intereses, y que no ejercen un monopolio de la actividad representativa dentro de sus respectivas categorías.

La Constitución Española de 1978 en su artículo 1.1. reconoce al pluralismo político como uno de los «valores superiores de su ordenamiento jurídico» junto con la libertad, la justicia y la igualdad.
Por su parte, el pluralismo jurídico hace referencia a estudios, posteriores a las décadas de 1960 y 1970 que han planteado cómo ordenamientos jurídicos diversos tienen una vigencia común y el potencial de entrar en contradicción o ser incompatibles entre sí. Este campo, desarrollado primero en el contexto de la interacción entre el derecho "oficial" o estatal y el derecho "no-oficial" o indígena ("usos y costumbres"), ha cobrado auge renovado para explicar las interacciones entre el derecho estatal y el derecho de entidades más allá del Estado, como la Unión Europea.